# Yvan Mayeur
Yvan Mayeur (Etterbeek, 24 januari 1960) is een Belgisch politicus die tot in 2017 voor de PS opkwam.

## Biografie
Mayeur groeide op in de Brusselse Marollenwijk. Hij volgde een opleiding tot maatschappelijk assistent en na zijn studies werd hij secretaris van de Coordination Nationale d'Action pour la Paix et la Démocratie (Nationale Coördinatie van de Actie voor de Vrede en de Democratie).
Van 1988 tot 1989 werkte Mayeur als kabinetsmedewerker op het kabinet van toenmalig vicepremier Philippe Moureaux, waarna hij in februari 1989 lid werd van de Kamer van volksvertegenwoordigers. Hij volgde André Degroeve op, die provinciegouverneur van Brabant werd. Hij bleef in de Kamer zetelen tot in 1995. In 1999 werd hij opnieuw Kamerlid en bleef deze functie ditmaal uitoefenen tot in 2014.
Van 1995 tot 2017 was hij gemeenteraadslid van Brussel en werd onmiddellijk OCMW-voorzitter, een functie die hij van 1995 tot 2013 uitoefende. 

## Burgemeesterschap

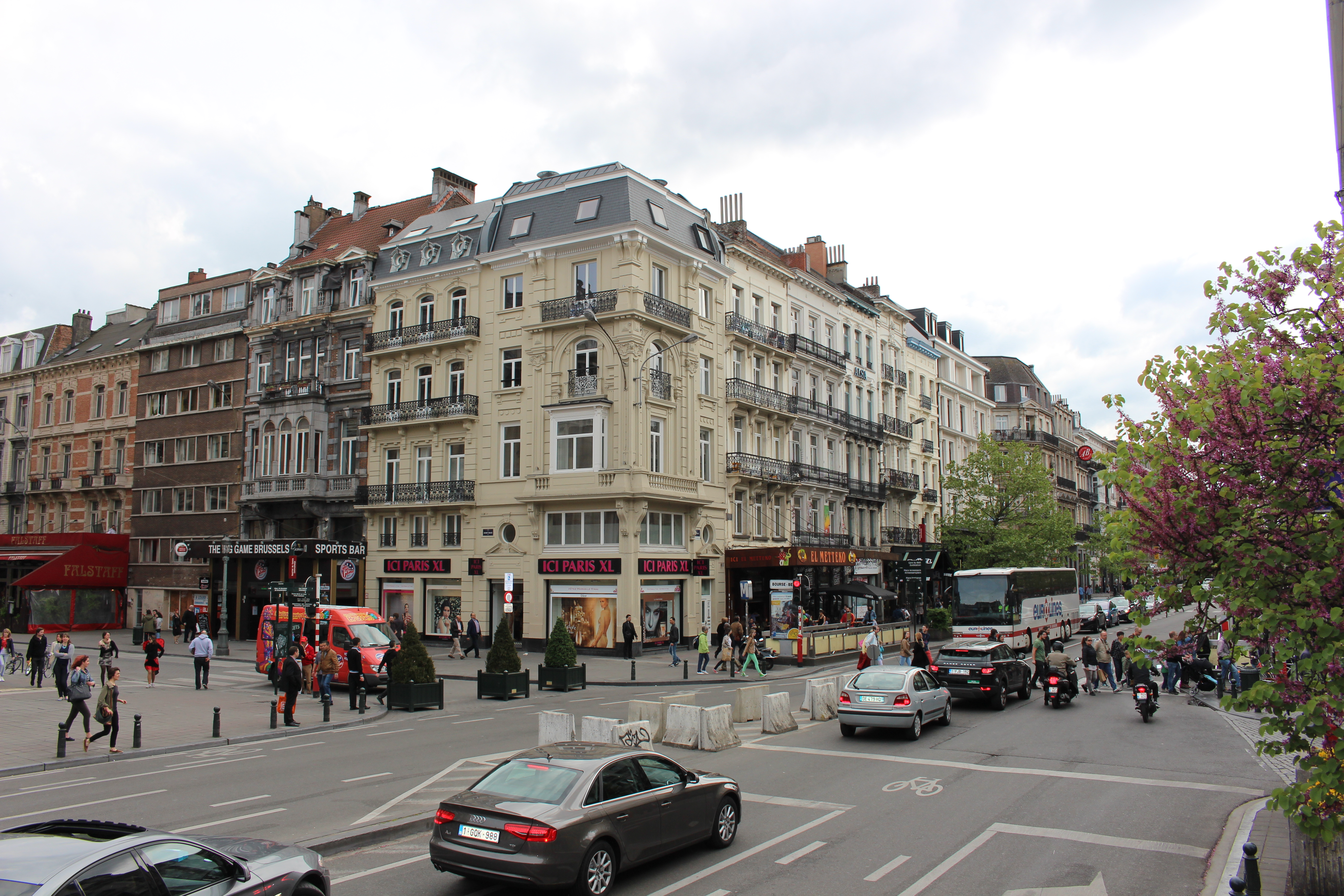
Yvan Mayeur was een van de grondleggers van de autovrije Anspachlaan

In december 2013 besloot Freddy Thielemans zijn derde ambtstermijn als burgemeester van Brussel vroegtijdig af te breken om op pensioen te gaan. Philippe Close die Mayeur in 2017 opvolgde als burgemeester werd toen ook al genoemd als mogelijke opvolger. Doch ging de sjerp uiteindelijk naar partijgenoot Yvan Mayeur, die op 16 december benoemd werd als nieuwe burgemeester van de Belgische hoofdstad. 
Op 8 juni 2017 nam hij ontslag als burgemeester naar aanleiding van zijn rol in het schandaal rond de zitpenningen van de daklozenorganisatie Samusocial (zie verder). Als burgemeester werd hij opgevolgd door Philippe Close. Enkele maanden later nam hij ook ontslag als gemeenteraadslid van Brussel.
Na zijn burgemeesterschap startte hij een consultancybureau op.

### Vlaamse hooligans
Na ongeregeldheden op het Brusselse Beursplein veroorzaakt door enkele honderden (extreemrechtse) hooligans op zondag 27 maart 2016 bij een herdenkingswake van de aanslagen in Brussel van 22 maart 2016, kwam Mayeur opnieuw in opspraak met de quote dat, "Vlaanderen Brussel had bevuild met extremisten". Later heeft Mayeur zich verontschuldigd voor deze uitspraak. In één adem beschuldigde hij burgemeester van Vilvoorde Hans Bonte en Minister van Binnenlandse Zaken Jan Jambon onvoldoende maatregelen te hebben genomen om de komst van de relschoppers te verhinderen en hem tevens te laat (de avond voordien) te hebben verwittigd. Uit een mail van 25 maart 2016 gericht aan de politiezone Brussel-Elsene bleek echter dat burgemeester Mayeur reeds vrijdagochtend uitvoerig werd geïnformeerd over de plannen van de risicosupporters op zondag.

### Voetgangerszone
Yvan Mayeur was een vurig pleitbezorger van de invoering van een ruimere voetgangerszone in het centrum van Brussel. Voor de financiering ervan (in totaal zo'n 33 miljoen euro) kon hij rekenen op de steun van het Brussels Gewest, de stad Brussel en het Beliris-fonds dat als bouwheer het leeuwendeel van de factuur voor zijn rekening neemt. Zijn voorganger Freddy Thielemans had al een eerste aanzet gegeven door de Anspachlaan op zondag autovrij te maken maar Mayeur wilde dit uitbreiden dit tot een permanente voetgangerszone voorzien van een nieuwe straatbedekking, fonteinen, kunstwerken, banken en bomen. In juni 2015 werd de straat uiteindelijk geheel verkeersvrij. Om de straten op te vrolijken werd tijdelijk straatmeubilair geplaatst zoals bloembakken, krijttekeningen en speeltuigen. Hoewel een verkeersvrije Anspachlaan vooral bij de toeristen en de voetgangersbeweging op veel sympathie kon rekenen, lokte het nieuwe circulatieplan van bij het begin ook heel wat tegenstand uit, zowel bij buurtbewoners als bij handelaars. Zij vreesden voor een verlaagde omzet door een verminderde toegankelijkheid en problemen op het vlak van (brand)veiligheid en netheid. Zowel de middenstand, intussen gesteund door oppositiepartij cdH, als de voetgangersbeweging (de 'piétonniers') voerden daarop een felle campagne door het indienen van petities en het gebruik van de sociale media. Het conflict escaleerde toen een restaurantuitbater, daarin spoedig gevolgd door andere horeca-uitbaters, op 15 juni 2016 weigerde de burgemeester en zijn entourage te bedienen in zijn zaak. Sindsdien hebben zowel handelaarsverenigingen als het burgerplatform Pentagone uit protest wegens het gebrek aan overleg, transparantie en visie in hoofde van burgemeester Mayeur beroepsprocedures aangetekend bij de Raad van State tegen het inmiddels uitgevaardigde milieueffectenrapport en de stedenbouwkundige vergunningen. Door dit juridisch getouwtrek en het vroegtijdig ontslag van initiatiefnemer Mayeur is de toekomst van het nieuwe circulatieplan met bijhorende voetgangerszone onzeker.  

### Samusocial en ontslag als burgemeester
In juni 2017 bleek na een parlementaire vraag van Brussels Parlementslid Alain Maron (Ecolo), dat Mayeur als bestuurslid van de Brusselse vzw Samusocial, dat steun biedt aan Brusselse daklozen, jarenlang hoge zitpenningen had gekregen. Samen met OCMW-voorzitter en partijgenote Pascale Peraïta, die ook in het bestuur zetelde, zou hij € 18.900 bruto per jaar ontvangen hebben. Eerder werden vragen gesteld over de verhouding tussen Mayeur en Peraïta. In 2013 steunde hij haar nog toen ze in opspraak kwam vanwege haar hoge loon.
Hoewel Mayeur al begin 2017 uit het bestuur van Samusocial stapte, werd hij over de kwestie sterk aangepakt door de oppositie in de Brusselse gemeenteraad. De controverse versterkte omdat hij niet inging op de vragen van de gemeenteraadsleden over de kwestie. Ook bleken er geen bewijzen te zijn van geregelde vergaderingen die de zitpenningen zouden verantwoorden. Mayeur verloor zijn steun van coalitiepartners sp.a en Open Vld en nadat tevens premier Charles Michel (MR; eveneens coalitiepartner in de gemeenteraad van Brussel) in de Kamer zijn veroordeling had uitgesproken, restte er voor Mayeur geen andere mogelijkheid dan zijn ontslag als burgemeester van Brussel in te dienen.
Ook binnen zijn eigen partij ebde de steun weg. Peraïta heeft op dezelfde dag eveneens haar ontslag als voorzitter van het OCMW ingediend.
Op 13 juni 2017 werd bekendgemaakt dat er een gerechtelijk onderzoek zal worden geopend met betrekking tot de mogelijke malversaties bij Samusocial door Mayeur en Peraïta. Dit was de uitkomst van het gerechtelijk vooronderzoek in deze kwestie. De onderzoeksrechter dient te onderzoeken of Yvan Mayeur en Pascale Peraïta strafbare feiten hebben gepleegd.
Op 15 juni 2017 riep de Brusselse minister-president en prominent PS-lid Rudi Vervoort op om Mayeur en Peraïta beiden te schorsen als partijlid van de PS en dat Mayeur ook zijn zetel in de gemeenteraad van de stad Brussel dient op te geven.
Eind juni raakte bekend dat Mayeur behalve bij Samusocial nog kon rekenen op een verloning als bestuurder bij de Brusselse waterintercommunale Vivaqua. Hij vroeg en kreeg ook ruim twee jaar een parlementaire uittredingsvergoeding nadat hij niet herkozen werd als Kamerlid in 2014.
Op 30 juni 2017 stapte Mayeur uit de PS, net voordat de ethische commissie van de partij over zijn lidmaatschap zou beslissen. Hij schreef daarbij een publieke ontslagbrief.
- Gemeinsame Normdatei: 1197726128
- International Standard Name Identifier: 0000 0000 3697 721X
- Système universitaire de documentation: 11169101X
- Virtual International Authority File: 1953157226592685410008